# Домінія
Домінія (або табулярна власність) — форма земельної власності (вотчинної, церковної, державної) у період феодалізму, що поєднувалася з уособленою владою шляхти, церкви, держави.

## Історія формування
Середина І тис. н. е. стала початком становлення феодального господарства. Це було органічною частиною загальноєвропейського процесу. Єдиного погляду щодо завершення його формування не існує.
Протягом V–VII ст. у східнослов'янських племен розпочався процес становлення сільської територіальної громади під назвою верв. Вона складалася з самостійних родин-дворищ, об'єднаних сусідством і економічними зв'язками. Земля переходила в індивідуальну власність малих сімей, що витісняли великі патріархальні родини і утворювали самостійні господарства. Поземельні відносини характеризувалися поступовим утвердженням спадкового володіння.
За часів союзу племен під назвою Руська земля з центром у Києві (VIII–IX ст.) поглиблювалося майнове і соціальне розшарування. Виділялася племінна знать — князі, «лучші мужі», воїни-дружинники. Вони збагачувалися під час війн, внаслідок стягування данини з населення, розвитку внутрішньої та зовнішньої торгівлі, привласнюючи значну частину воєнної здобичі та найбільші прибутки. У громаді з'явилося велике землеволодіння. Земля поступово перетворювалася на головне багатство. Розпаду сільської громади сприяло рабство, основним джерелом якого були війни. Рабство мало яскраво виражені патріархальні риси і не переросло в рабовласницьку систему господарства.
Формування приватної земельної власності прискорилося у період Київської держави (кінець IX — середина XII ст.).

Існувало дві форми земельної власності. «Жизнь», як синонім західноєвропейського алоду, — спадкове володіння, домен князів і бояр, що вільно відчужувалася (продавалася, передавалася у спадок, дарувалася). Відбувалося завоювання («окняжіння») земель сусідніх громад, формувалася державна в особі князя власність на землю, що була панівною протягом XI–XII ст. Це була власність не особисто князів, а столів (дивись етимологію Столиця та Метрополіс), на яких вони сиділи. Втрачаючи стіл, князь одночасно втрачав волості, що було умовним, невідчуженим володінням бенефіціального характеру. Князі постійно переходили з однієї землі-волості до іншої. Існувала практика запрошення їх вічевою громадою на князівський стіл. Уже наприкінці XI ст. розпочався процес перетворення волостей на феод — спадкове володіння. Однак він не завершився в домонгольський період. Деякі дослідники розвиток феодального землеволодіння пов'язують з розпадом вільного селянського землеволодіння, виникненням і зростанням великої земельної власності на основі приватногосподарської ініціативи (приватного права).
У Київській Русі склалися такі землеволодіння, як князівське, боярське, церковне (доменіальне). Першими землевласниками були князі. За літописами, княгині Ользі належали село Ольжичі на Десні, село Бутурино і місто Вишгород під Києвом, князь Володимир, крім Вишгорода, отриманого у спадщину, володів містом Білгородом на Ірпені. Приватні володіння князів особливо швидко зростали в XI–XII ст.
Боярське землеволодіння, за історичними джерелами, відоме з другої половини XI ст. Проте зародилося воно значно раніше. Боярами ставали князівські дружинники, які осіли на землі, та місцеві землевласники (земські бояри). Джерелами зростання їхньої земельної власності були відчуження селянських та захоплення громадських земель, придбання їх, займанщина і освоєння нових земель.
Після прийняття християнства (988 p.) церква існувала на введену князем Володимиром десятину. Вона становила десяту частину князівських данин, прибутків з судових і торгових мит. У другій половині XI–XII ст. виникло і зросло церковне землеволодіння з дарувань князів, бояр і членів їхніх родин, придбання, заселення пустищ. Так, князь Ізяслав (кінець XI ст.) подарував Києво-Печерському монастирю сусідню з ним гору. Князь Ярополк (80-ті роки XI ст.) передав у власність монастирю три волості у Волинській землі: Небльську, Деревську, Луцьку. Багатьма селами та містом Попонним володіла Десятинна церква. Значні земельні володіння належали єпископам.
У XI–XII ст. формувалися васальні відносини. Великий київський князь надавав князям-намісникам землі волості з правом стягування податків для прожиття, що надходили раніше йому як верховному правителеві. Князі-намісники зобов'язувалися бути вірними київському князю, надавати йому військову і фінансову допомогу. Вони не мали права передавати волость у спадок і відчужувати без згоди київського князя. За зраду або непокірність васал втрачав волость. В Угорщині, король, надаючи замок і домінію у приватну власність, завжди залишав за собою право повернути їх короні.

## Історичні факти
В період Австрії (Австро-Угорщини) панські маєтки були центрами домінії, яка становила собою своєрідний територіально-виробничий комплекс, який нерідко був складним об'єднанням міста, села та підприємств. Цими маєтками здебільшого заправляли орендарі-євреї, які організовували функціонування всього соціального та господарського механізму (корчми, млини, ринки, сади тощо).
У Закарпатті існував територіально-економічний поділ на домінії, які об'єднували землі з  містами і селами, належні феодалам, церкві та державі. До складу домінії входила система «ключів», які складалися з кількох фільварків. Найвідомішими були Ужгородська, Великобичківсько-Мармароська (державна) і Мукачово-Чинадіївська домінія графа Шенборна.
У XVIII ст. в Ужгородській домінії існувало п'ять видів прямих податків — платежів  і стільки ж натуральних повинностей: селянами сплачувалась подушна подать, «порція» — податок із селянського двору, чинш — фіксована грошова плата, церковна десятину або навіть дев'ятина, а також сплачувалась дорожня подать, мостовий збір, подать «з котла» за виробництво горілки і пива, «суха корчма» — податок за невживання горілки і вина з поміщицьких винокурень, і крім того мали приносити землевласникам дарунки до різних свят. З середини XVII ст. кожний надільний селянин мав, крім трудової повинності для держави і своєї общини, відпрацювати 105 днів щорічно у господарстві землевласника.
Наприкінці XVII ст. Ужгородом володіла казенна домінія, Мукачевим і Береговим — домінія  графа Шенборна.